# Imago (film)
Pour les articles homonymes, voir imago (homonymie).
Pour plus de détails, voir Fiche technique et Distribution.
Imago est un film français réalisé par Marie Vermillard et sorti en 2001.

## Fiche technique
- Titre : Imago
- Réalisation :	Marie Vermillard
- Scénario : Joël Brisse et Marie Vermillard
- Photographie : Jeanne Lapoirie
- Décors : Emmanuelle Duplay
- Costumes : Pierre-Yves Gayraud
- Son : François Waledisch
- Montage : Gilles Volta
- Production : Gémini Films
- Pays d’origine :  France
- Durée : 105 minutes
- Date de sortie : France - 31 octobre 2001

## Distribution
- Nathalie Richard
- Frédéric Pierrot
- Alexia Monduit
- Esther Gorintin
- Daniel Larrieu
- Zinedine Soualem
- Antoine Chappey
- Olivier Maltinti

## Sélection
- Festival international du film de Locarno 2002[1]